# Issara Kachaiwong
Issara Kachaiwong (* 4. Oktober 1983 in Chanthaburi) ist ein thailändischer Snookerspieler.

## Karriere
Issara Kachaiwongs erster größerer Erfolg war der thailändische U20-Meistertitel 2002. Weitere Erfolge war der Sieg bei den Thai Games 2004 und den Südostasienspielen 2005.
2006 gewann er die ACBS-Snookerasienmeisterschaft gegen Mohammed Shehab und qualifizierte sich somit erstmals für die Snooker Main Tour. In seiner Debütsaison auf der Profitour erzielte er beim Grand Prix 2006, bei der er die Qualifikationsgruppenphase durch vier Siege aus fünf Spielen überstand. In der nächsten Runde schlug er zwar unter anderem Alan McManus und James Wattana, verfehlte jedoch knapp die Qualifikation für das Achtelfinale des Turniers. Am Ende der Saison lag er auf Platz 79, womit er sich nicht direkt für ein weiteres Jahr auf der Profitour qualifizieren konnte, erhielt allerdings eine Wildcard.
In seiner zweiten Saison war sein erfolgreichstes Abschneiden das Vordringen in die Qualifikationsrunde der Letzten 64 bei der Snookerweltmeisterschaft 2008 durch Siege über Tony Drago und Tom Ford. Allerdings verpasste er erneut die Qualifikation für den Verbleib auf der Profitour.
2010 schaffte er die Rückkehr durch einen erneuten Sieg bei der ACBS-Snookerasienmeisterschaft, diesmal im Finale gegen Mohammed Sajjad. Auf der Main Tour konnte er sich jedoch abermals nicht durchsetzen, am Ende der Saison belegte er Platz 87.

## Erfolge (Auswahl)
- Thailändischer U20-Meister – 2002
- General Cup International – 2004
- Sieger der Südostasienspiele – 2005
- Sieger der Asienmeisterschaft – 2006, 2010